# GABA受容体作動薬

γ－アミノ酪酸（GABA）

GABA受容体作動薬（ギャバじゅようたいさどうやく、GABA receptor agonist）またはGABAアゴニスト (ギャバアゴニスト、GABA agonist) は、GABA受容体の作用を刺激または増加させる薬物で、通常は鎮静作用を持つほか、抗不安作用、抗痙攣作用、筋弛緩作用などを持つこともある薬物である。γ-アミノ酪酸の受容体、すなわちGABA受容体は3種類ある。GABAA受容体およびGABAA-ρ受容体の2種類は、神経細胞の興奮性を低下させる塩化物イオンが透過するイオンチャネルである。GABAB受容体は、アデニル酸シクラーゼを阻害し、環状アデノシン一リン酸（cAMP）を減少させるGタンパク質共役受容体に属する。GABAAおよびGABAA-ρ受容体は、鎮静作用、催眠作用、抗痙攣作用を示し、GABAB受容体は鎮静作用をもたらす。さらに、遺伝子の転写を変化させる。

## 概要
GABA受容体に作用する一般的な鎮静薬や抗不安薬の多くは、作動薬ではない。これらの薬剤は、陽性アロステリック調節薬（Positive Allosteric Modulator: PAM）として作用し、GABA受容体に結合するものの、受容体のアロステリック部位に結合し、実際の作動薬が存在しないとニューロンからの反応を誘発することができない。このクラスの薬剤は、作動薬の効果を増強することで薬力学的作用を発揮する。
ほとんどの全身麻酔薬はGABAA受容体のPAMである。陽性アロステリック調節薬は、作動薬がGABA受容体の本来の受容部位に結合した時に、塩化物チャネルが開く頻度を増加させることで作用する。その結果、シナプス後の神経細胞内のCl-イオンの濃度が増加すると、直ちにこの神経細胞が過分極され、興奮しがたくなるため、活動電位が発生する可能性が抑制される。しかし、プロポフォールのような一部の全身麻酔薬や高用量のバルビツール酸塩は、GABAA受容体の陽性アロステリック調節薬であるだけでなく、これらの受容体の直接的な作動薬でもある可能性がある。
アルコールは間接的なGABA作動薬である。GABAは脳内の主要な抑制性神経伝達物質であり、GABA様薬剤は痙攣の抑制に用いられる。アルコールは、脳内でGABAの作用を模倣し、GABA受容体に結合して神経細胞のシグナル伝達を抑制すると考えられている。

## GABAA受容体

### 作動薬
- アベカルニル（英語版）[1]
- バルビツール酸塩（高用量）[2]
- エスゾピクロン
- バマルゾール（英語版）[1]
- フェンガビン（英語版）[1]
- GABA
- ガバミド
- γ-アミノ-β-ヒドロキシ酪酸（英語版）（GABOB）
- ガボキサドール（英語版）[1]
- イボテン酸
- イソグバシン（英語版）
- イソニペコチン酸
- ムシモール[1]
- フェニブト（英語版）
- ピカミロン（英語版）
- プロガビド（英語版）
- プロポフォール
- キスクアラミン（英語版）
- SL-75102（英語版）
- チオムシモール（英語版）
- トピラマート
- ゾルピデム[1]

### 陽性アロステリック修飾薬
- アルコール（例：エタノール、イソプロパノール）
- アベルメクチン類（例：イベルメクチン）
- バルビツール酸塩（例：フェノバルビタール）
- ベンゾジアゼピン系薬剤（例：ジアゼパム、アルプラゾラム）
- 臭化物（例：臭化カリウム）
- カルバメート（例：メプロバメート、カリソプロドール）
- 抱水クロラール、クロラロース（英語版）、ペトリクロラール（英語版）、その他の2,2,2-トリクロロエタノールのプロドラッグ
- クロルメザノン
- クロメチアゾール（英語版）
- ジヒドロエルゴリン類（例：エルゴロイド（英語版）（ジヒドロエルゴトキシン）など）
- エタゼピン（英語版）
- エチホキシン（英語版）
- 2-置換フェノール類（例：チモール、オイゲノール）
- イミダゾール類（例：エトミダート）
- カヴァラクトン（カヴァに含まれる）
- ロレクレゾール（英語版）
- 神経活性ステロイド（例：アロプレグナノロン、ガナキソロン（英語版））
- 非ベンゾジアゼピン系薬剤（例：ザレプロン（英語版）、ゾルピデム、ゾピクロン、エスゾピクロン）
- プロポフォール
- ピペリジンジオン類（例：グルテチミド（英語版）、メチプリロン（英語版））
- プロパニジド
- ピラゾロピリジン類（例：エタゾラート（英語版））
- キナゾリノン（例：メタカロン（英語版））
- タツナミソウの成分
- スチリペントール（英語版）
- ジスルホニルアルカン（例：スルホンメタン（英語版）、テトロナル（英語版）、トリオナル（英語版））
- セイヨウカノコソウの成分（例：吉草酸、バレレン酸（英語版））
- 揮発性有機化合物（例：クロロホルム、ジエチルエーテル、セボフルラン）

## GABAB受容体

### 作動薬
- 1,4-ブタンジオール
- バクロフェン[1]
- GABA
- ガバミド
- GABOB（英語版）
- γ-ブチロラクトン（GBL）
- γ-ヒドロキシ酪酸（GHB）
- γ-ヒドロキシ吉草酸（GHV）
- γ-バレロラクトン（英語版） (GVL)
- レソガベラン（英語版）
- フェニブト（英語版）
- 4-フルオロフェニブト（英語版）
- ピカミロン（英語版）
- プロガビド（英語版）
- SL-75102（英語版）
- トルガビド（英語版）[1]

### 陽性アロステリック修飾薬
- ADX-71441

## GABAA-ρ受容体

### 作動薬
- cis-4-アミノクロトン酸（英語版）（CACA）
- (+)-cis-2-アミノメチルシクロプロパンカルボン酸（CAMP）
- GABA
- GABOB（英語版）
- N4-クロロアセチルシトシンアラビノシド（英語版）
- ピカミロン（英語版）
- プロガビド（英語版）
- トルガビド（英語版）[1]

### 陽性アロステリック修飾薬
- 神経活性ステロイド（例：アロプレグナノロン、テトラヒドロデオキシコルチコステロン（英語版）（THDOC）、アルファキサロン（英語版））